# 大飛島遺跡

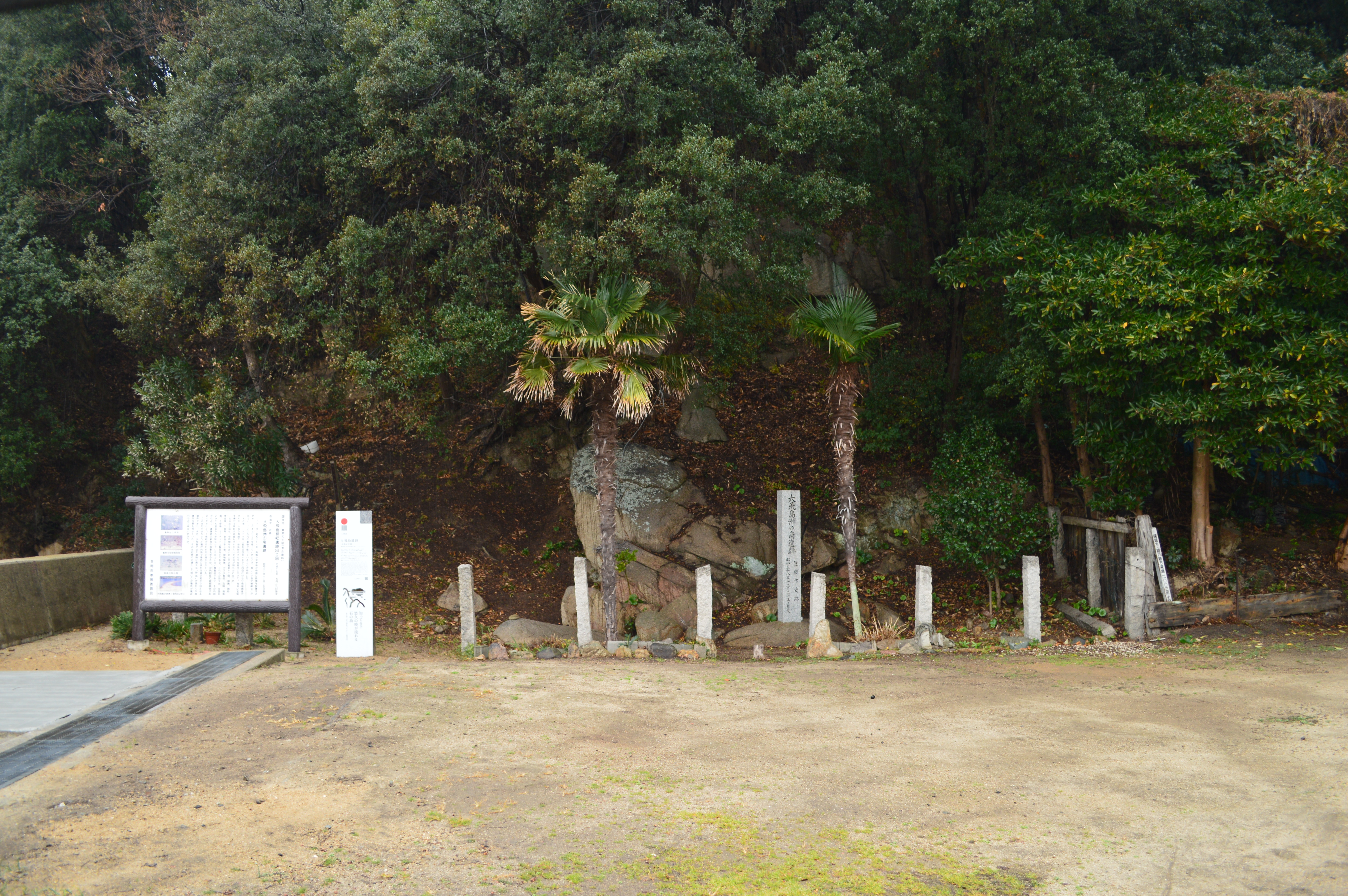
大飛島遺跡 巨岩群付近

大飛島遺跡（おおびしまいせき）または大飛島洲の南遺跡（おおびしますのみなみいせき）は、岡山県笠岡市大飛島にある古代祭祀遺跡。笠岡市指定史跡に指定され（指定名称は「大飛島洲の南遺跡」）、出土品は国の重要文化財に指定されている。

## 概要

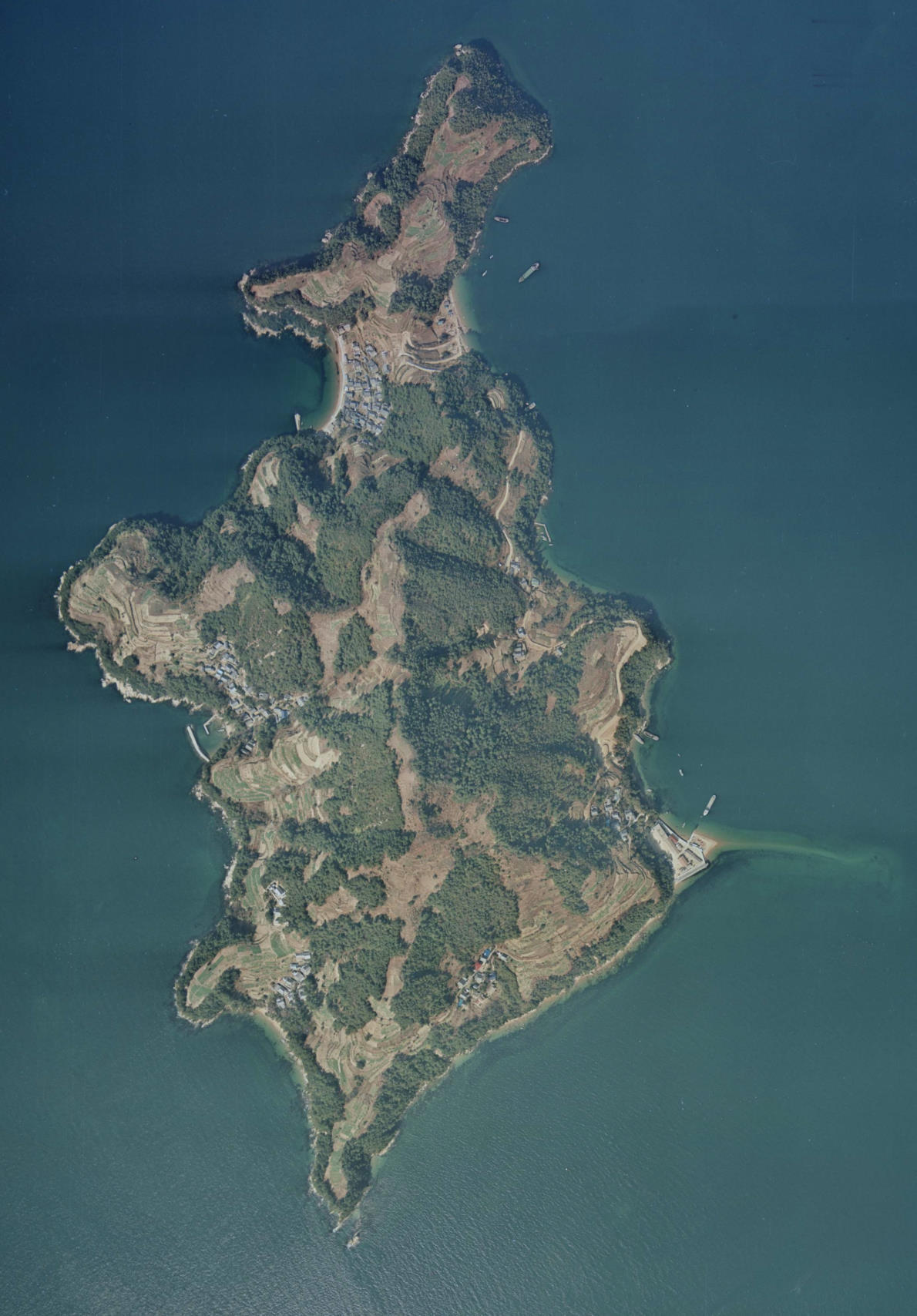
大飛島右の砂洲の基部に大飛島遺跡が所在し、砂洲は小飛島方向へと伸びる。

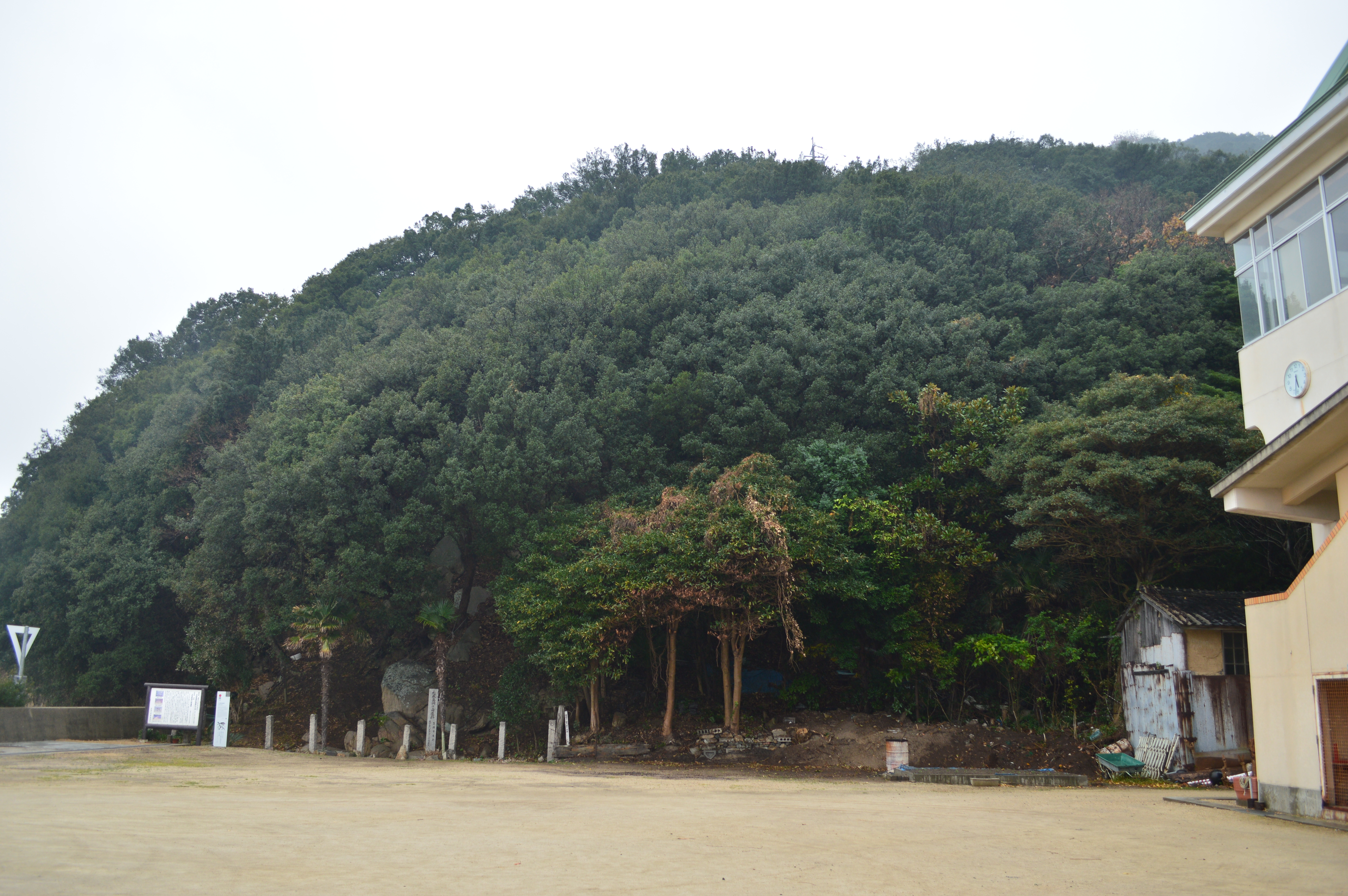
遠景飛島小・中学校（現在は廃校）校庭の左奥に大飛島遺跡が所在。

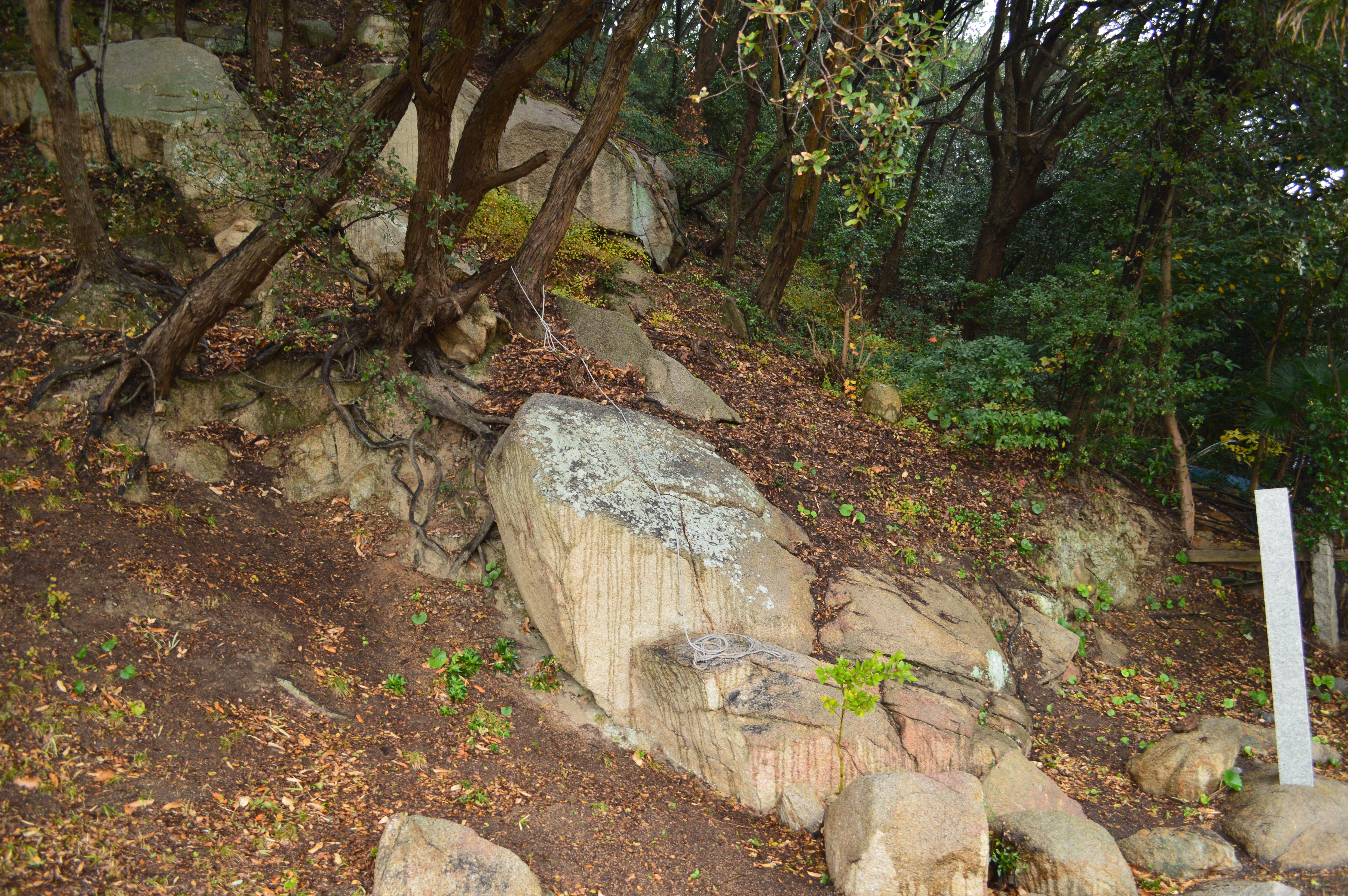
巨岩群

岡山県南部、瀬戸内海に浮かぶ大飛島から東に突き出した砂洲（砂嘴）の基部に位置する。1962年（昭和37年）に遺跡として発見され、これまでに5次の調査が実施されている。
大飛島にはかつて小飛島へと伸びた砂洲（現在はほぼ消滅）があり、その基部の山裾の巨岩群付近において多数の遺物が検出されている。東西の潮流がぶつかる潮待ちの場所にある砂洲という地理的特異性によって、海の神を祀る祭祀が行われたと推測される。出土品には多量の奈良三彩のほか、銅鏡・帯金具・銅銭（皇朝十二銭）・銅鈴・手捏ね土器・竈模造品・紡錘車などといった、貴族・官人クラスの全国的にも貴重かつ祭祀色の強い遺物が含まれており、何回もの国家的祭祀の存在を示唆する。遺物は奈良時代-平安時代初期を中心としており、遣唐使の派遣時期とも重なることから、遣唐使の航海に伴う祭祀を示唆するとして重要視される遺跡になる。
遺跡域は1963年（昭和38年）に笠岡市指定史跡に指定され、出土品は2003年（平成15年）に国の重要文化財に指定されている。

## 調査等の履歴
- 1962年（昭和37年）
  - 9月23日、飛島小・中学校の校庭内鉄棒設置の際に遺物出土、遺跡として発見[1]。
  - 11月12-16日、第1次調査（笠岡市教育委員会、1964年に概報刊行）[1]。
- 1963年（昭和38年）
  - 9月1-7日、第2次調査（笠岡市教育委員会、1964年に概報刊行）[1]。
  - 12月25日、笠岡市指定史跡に指定[2]。
- 1966年（昭和41年）2月19-28日、第3次調査（岡山県教育委員会）[1]。
- 1969年（昭和44年）6月24-29日、海岸局部改良工事に伴う発掘調査：第4次調査（笠岡市教育委員会）[1]。
- 1994年（平成6年）1月18日-3月31日、飛島小学校校舎建替に伴う発掘調査：第5次調査（笠岡市教育委員会）[1]。
- 2003年（平成15年）5月29日、出土品が国の重要文化財に指定[3]。

## 出土品

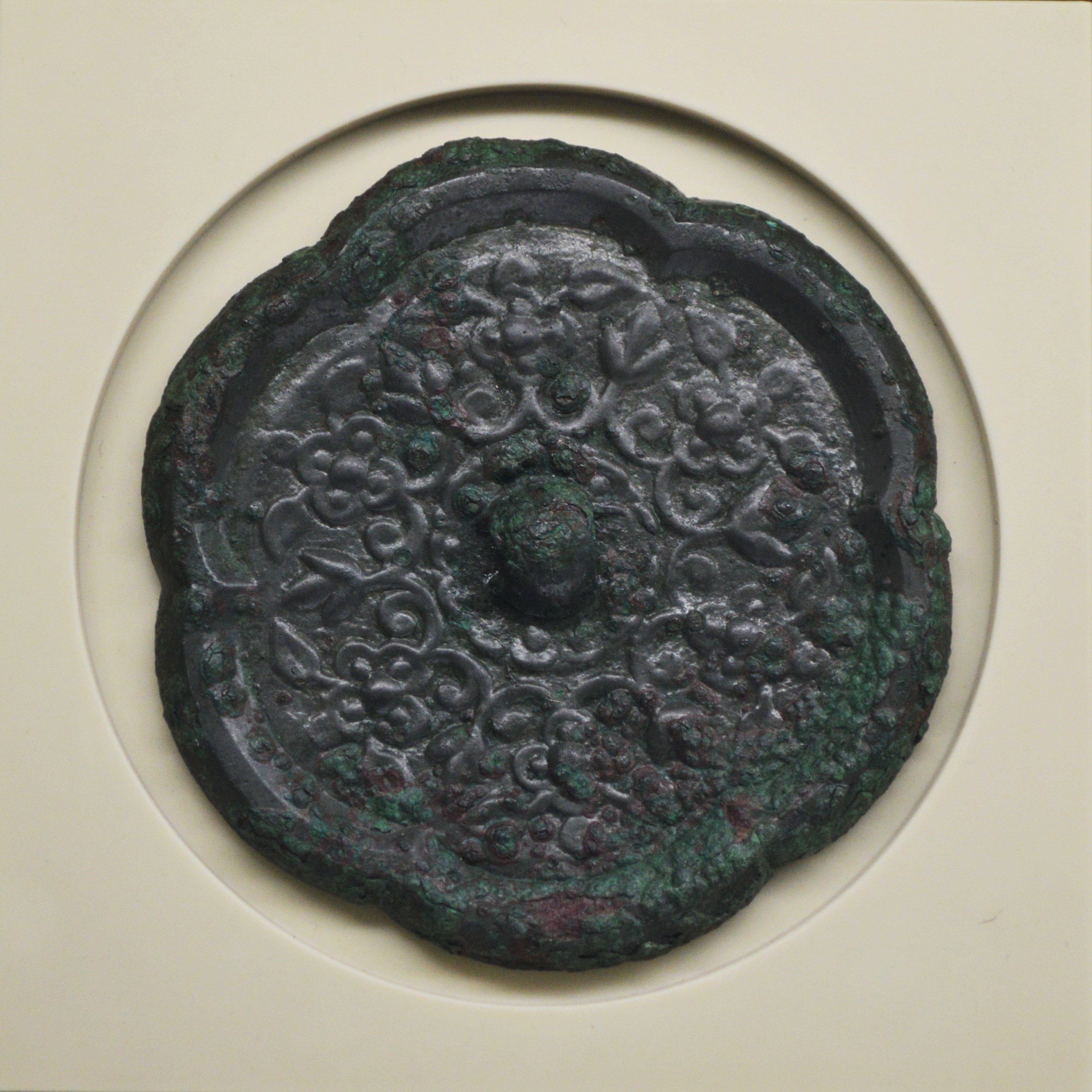
唐花文六花鏡笠岡市立郷土館展示（他画像も同様）。

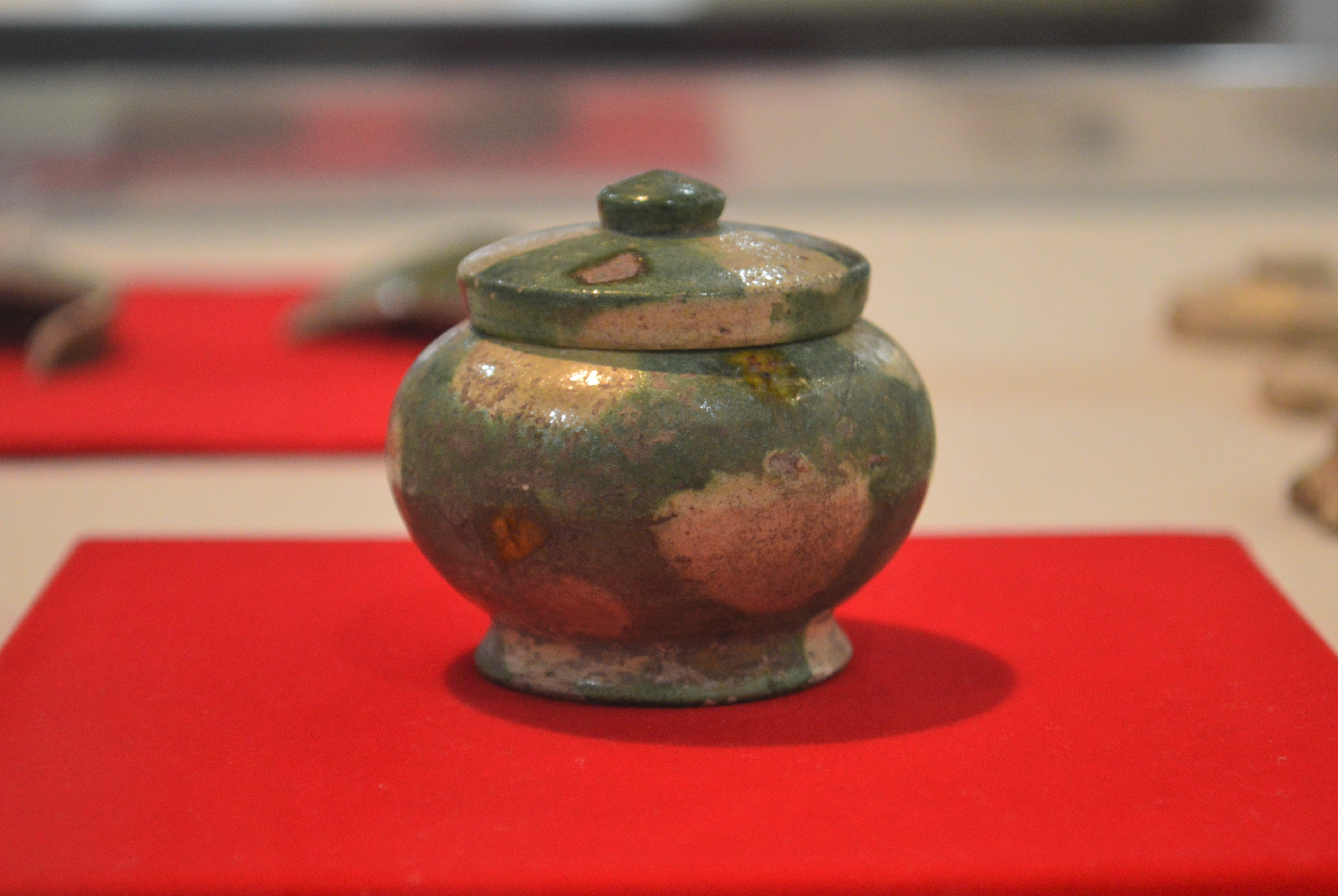
奈良三彩 小壺

遺跡からの主な出土品は次の通り。
- 銅鏡
  - 唐花文六花鏡 - 中央に花文を置く六花形鏡。同型鏡に正倉院伝世品・東大寺大仏殿出土品。
  - 狻猊双鸞八花鏡 - 左右の鸞（瑞鳥）、上下の狻猊（獅子）を主文とする八花形鏡。同型鏡に神門神社伝世品（宮崎県）・八代神社伝世品（三重県神島）。
- 帯金具
帯に装着する飾金具。律令期に官人の身分表示として使用。
- 銅銭
8世紀-10世紀中頃の皇朝十二銭のうち、和同開珎・万年通宝・神功開宝・隆平永宝・富寿神宝・承和昌宝・饒益神宝・貞観永宝・延喜通宝・乾元大宝の10種。銭貨は呪力があるとして祭祀具の性格を持ったとされる（賽銭）。
- 奈良三彩
中国の唐三彩を模して日本で作られた施釉陶器。奈良三彩の小壺は祭祀遺跡からの出土例が多く知られる。
- 須恵器
猿投窯産のものを含む。一部の甕・長頸瓶の底部・胴部には供献土器としての穿孔が認められる。
- 手捏ね土器
手中で粘土塊を押し広げて作った土器。祭祀遺跡からの出土例が多く知られる。
- 竈模造品
土師器によるミニチュア炊飯具のうち竈（かまど）の供献用模造品。
- 紡錘車
糸を紡ぐための道具のうちの錘（重り）。祭祀具の性格を持った。

出土品のうち、遺跡発見時および第3次調査の主要なものは国所有、第1・2・4次調査および第3次調査のその他のものは笠岡市所有となり、前者は岡山県立博物館、後者は笠岡市立郷土館において保管され、いずれも国の重要文化財に指定されている。

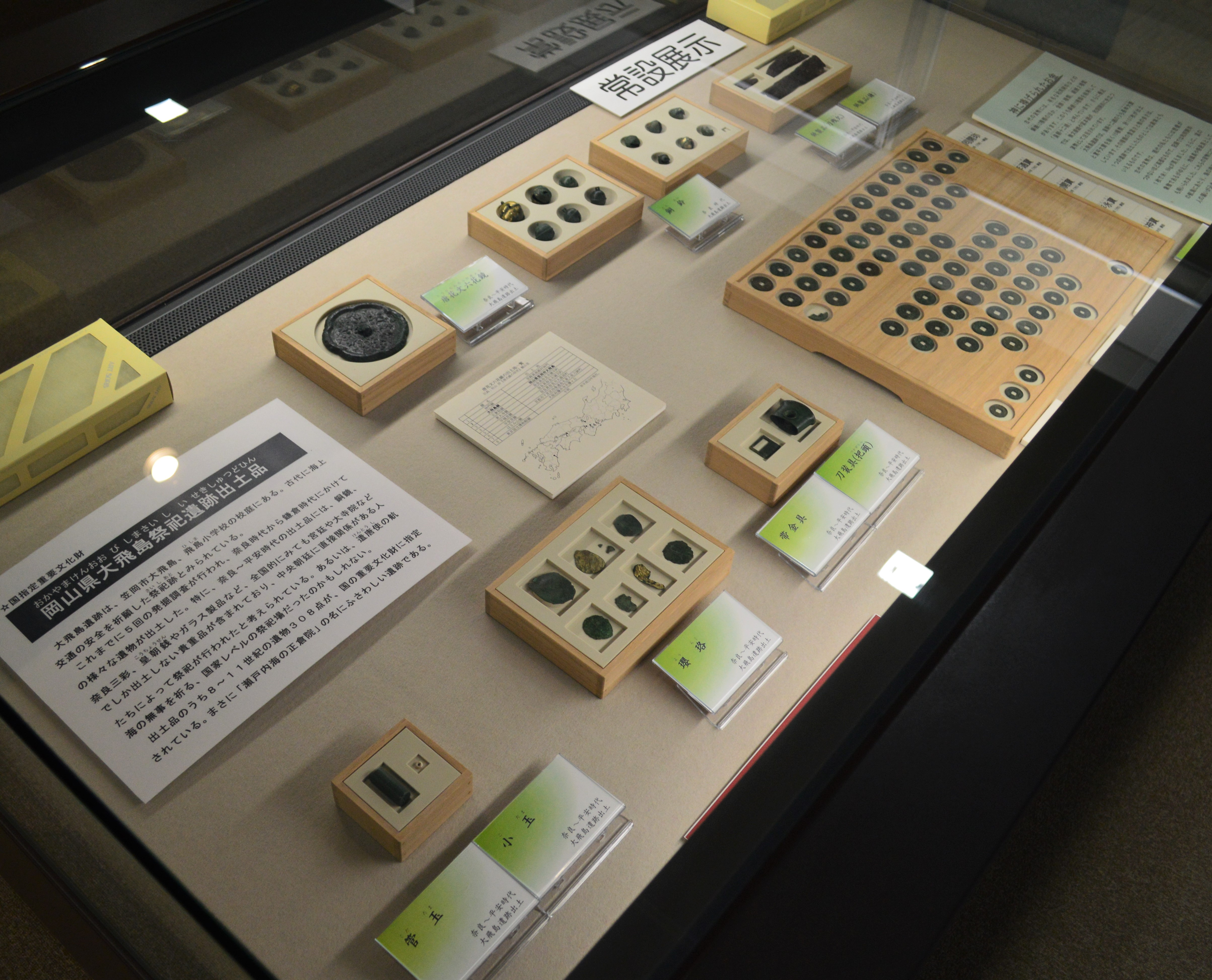
青銅製品
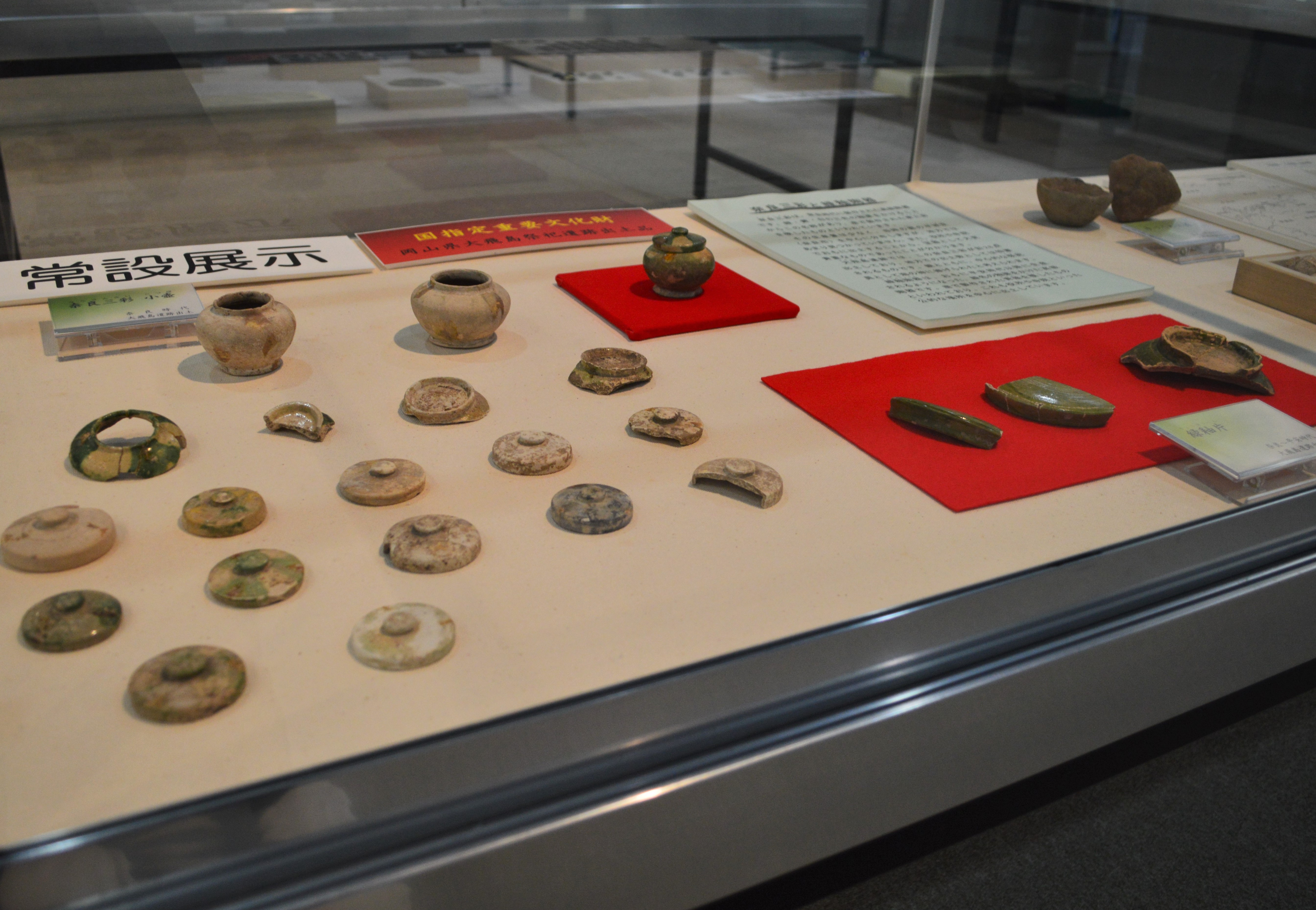
奈良三彩・緑釉陶器
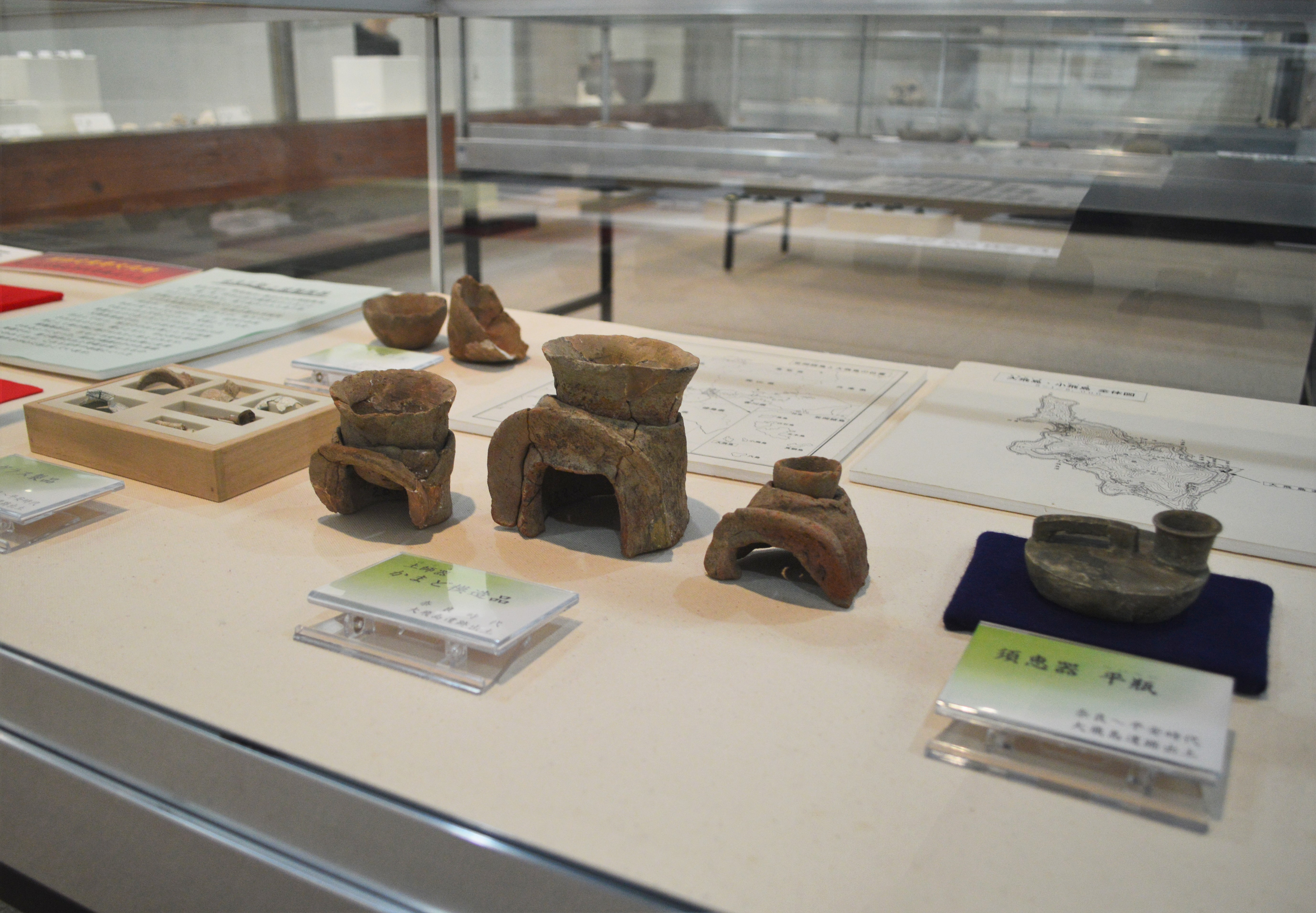
ミニチュア土器
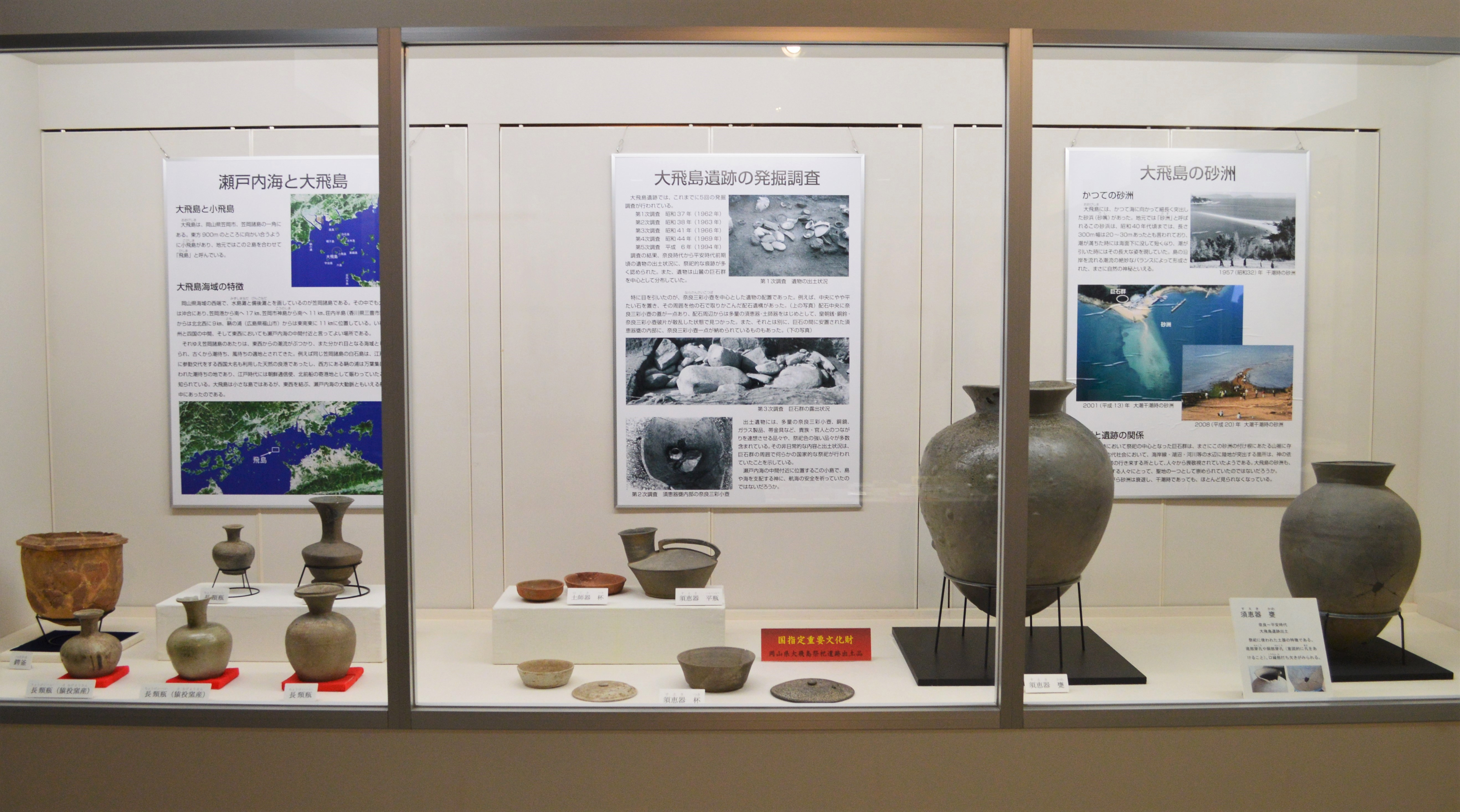
須恵器・土師器

## 文化財

### 重要文化財（国指定）
- 岡山県大飛島祭祀遺跡出土品（考古資料） - 明細は以下。国（文化庁）所有、岡山県立博物館保管。2003年（平成15年）5月29日指定[3]。
  - 青銅製品 33点
  - 銅銭 35枚
  - 三彩小壺 3口
  - 須恵器・陶器 9点
  - ガラス小壺片 2点
  - 石製品 2点
- 岡山県大飛島祭祀遺跡出土品（考古資料） - 明細は以下。笠岡市所有、笠岡市立郷土館保管。2003年（平成15年）5月29日指定[3]。
  - 青銅製品 22点
  - 銅銭 70枚
  - 鉄製品 3点
  - 三彩小壺・蓋 22点
  - 須恵器・土師器・陶器 99点
  - ガラス製品 6点
  - 玉類 2点

### 笠岡市指定文化財
- 史跡
  - 大飛島洲の南遺跡 - 1963年（昭和38年）12月25日指定[2]。

## 関連施設
- 岡山県立博物館（岡山市） - 大飛島遺跡出土品等を保管。
- 笠岡市立郷土館（笠岡市笠岡） - 大飛島遺跡出土品等を保管・展示。

## その他
- かつて大飛島から砂洲が伸びた小飛島では、砂洲の延長線上の大岩に島神社が祀られており、大飛島遺跡との関連性が指摘される[1]。
- 瀬戸内海では、大飛島遺跡以外の祭祀遺跡として、宇治島北の浜遺跡（広島県福山市）や櫃石島大浦浜遺跡（香川県坂出市）が知られる。

## 関連文献
（記事執筆に使用していない関連文献）
- 鎌木義昌・間壁忠彦「大飛島遺跡 -古代の祭祀-」『倉敷考古館研究小報1』倉敷考古館、1964年。